# Klaus Stiglat
Klaus Stiglat (* 3. August 1932 in Insterburg, Ostpreußen) ist ein deutscher Bauingenieur.

## Biografie
Klaus Stiglat wuchs in Ostpreußen auf. Nach der Vertreibung aus der Heimat studierte er von 1952 bis 1957 Bauingenieurwesen an der TH Karlsruhe, war dort Assistent von Bernhard Fritz (bis 1965) am Institut für Baustatik und promovierte 1960 mit einer Dissertation über Platten (Beitrag zur numerischen Berechnung der Schnittkräfte von rechteckigen und schiefen Platten mit Randbalken). Die Einstellung von Stiglat und Herbert Wippel am Lehrstuhl erfolgte auf Anregung des Assistenten von Fritz Heinrich Bechert ausdrücklich mit dem Ziel, die Plattenstatik für die Baupraxis aufzubereiten. Von 1968 bis 2000 war er Partner in der Ingenieurgruppe Bauen, die er mit Ernst Buchholz, Horst Weckesser und Herbert Wippel gründete. Von 1968 bis 2000 war er Prüfingenieur für Baustatik.
Außerdem war Stiglat rund 25 Jahre Schriftleiter der Zeitschrift Beton- und Stahlbetonbau im Verlag Wilhelm Ernst und Sohn (bis 1998). Dort initiierte er auch eine Reihe von 22 meist autobiographischen Porträts von deutschen Bauingenieuren, die in der Zeitschrift von 1990 bis 1999 erschienen und erweitert 2004 als Buch erschienen sind.
Von Klaus Stiglat und Herbert Wippel stammt ein Handbuch für das Entwerfen von Plattensystemen.
Als Bautechnik-Historiker befasste Stiglat sich vor allem mit Brücken und Betonbau. Er veröffentlichte auch Bände mit eigenen Karikaturen über den Beruf des Bauingenieurs.
Klaus Stiglat ist Initiator des Ingenieurbau-Preises. Er kritisierte, dass die Normen-Autoren nicht genügend mit in der Praxis tätigen Ingenieuren kommunizieren und ihre Normen nicht genügend für die Praxis aufbereitet seien, dass dadurch und die Verwendung von Computern das schöpferische konstruktive Entwerfen in den Hintergrund geriete und Ingenieure immer weniger die Literatur kennen würden.

## Das BuchBauingenieure und ihr Werk
Das 2003 erschienene Buch Bauingenieure und ihr Werk enthält Beiträge über 97 Bauingenieure aus dem deutschsprachigen Raum, teilweise autobiographisch mit ausführlichen Reflexionen über ihr Arbeitsleben und ihre Erfahrungen. Die porträtierten Bauingenieure sind:
Arnold Agatz, Wolfhardt Andrä, Hugo Bachmann, Rudolf Barbré, Walther Bauersfeld, Willi Baur, Hermann Bay, Heinrich Bechert, Hubert Beck, Kurt Beyer, Kuno Boll, Friedrich Wilhelm Bornscheuer, Paul Böss, Reinhold Braschel, Gottfried Brendel, Ernst Chwalla, Wilhelm Cornelius, Friedrich Czerny, Karl Deininger, Franz Dischinger, Heinz Duddeck, Georg Ehlers, Josef Eibl, Otto Eiselin, Friedrich Engesser, Karl Federhofer, Ulrich Finsterwalder, Wilhelm Flügge, Gotthard Franz, Bernhard Fritz, Wilhelm Fuchssteiner, Karl Girkmann, Hans Goffin, Hans Grassl, Volker Hahn, Robert von Halász, Siegfried Hasenjäger, August Hertwig, Hellmut Homberg, Herbert Hotzler, Mauritz Hünnebeck, György Ivanyi, Charlotte Jurecka, Walter Jurecka, Karl Kammüller, Gaspar Kani, Wilhelm Klingenberg, Kurt Klöppel, Werner Koepcke, Tihamér Koncz, Karl Kordina, Theodor Kristen, Arthur Lämmlein, Fritz Leonhardt, Peter Martens (Ingenieur), Alfred Mehmel, Ernst Melan, Emil Mörsch, Leopold Müller-Salzburg, Ulrich Müther, Friedrich Nather, Leonhard Obermeyer, Josef Oxfort, Alfred Pauser, Jörg Peter, Helmut Pfannmüller, Alf Pflüger, Klaus Pieper, Stefan Polonyi, Adolf Pucher, Ernst Rausch, Friedrich Reinitzhuber, Hubert Rüsch, Sargis Safarian, Rudolf Saliger, Konrad Sattler, Reiner Saul, Karl Schaechterle, Herbert Schambeck, Gottwalt Schaper, Jörg Schlaich, Ferdinand Schleicher, Martha Schneider-Bürger, Hans Siebke, Wilhelm Silberkuhl, Friedrich Standfuß, Holger Svensson, Anton Tedesko, Friedrich Voß, René Walther, Bernhard Wedler, Fritz Wenzel, Louis Wintergerst, Hans Wittfoht, Günter Worch, Wolfdietrich Ziesel, Günter Zumpe

## Schriften (Auswahl)
- Rechteckige und schiefe Platten mit Randbalken. Ernst & Sohn, München 1962.
- mit Herbert Wippel: Platten.  Ernst & Sohn, 1966, 3. Auflage 1983.
- Schon genormt? Karikaturen eines Bauingenieurs. Ernst & Sohn 1993.
- Schon zertifiziert? Karikaturen eines Bauingenieurs. Ernst & Sohn 1998.
- Brücken am Weg: Frühe Brücken aus Eisen und Beton in Deutschland und Frankreich. Ernst & Sohn 1996.
- als Herausgeber und Mitautor: Bauingenieure und ihr Werk. Ernst & Sohn, 2003 (zuerst 1999), ISBN 978-3433016657.
- Apokalypse Bau. Aus dem Alltag eines Bauingenieurs. Karikaturen aus zwei Jahrzehnten, Ernst & Sohn, 2010.
- Bauingenieur? Bauingenieur! Aufsätze, Reden, Essays, Ernst & Sohn, 2012.
- Geschichte der Bautechnik: Anmerkungen eines Beratenden Ingenieurs. Vortrag auf der 1. Jahrestagung der Gesellschaft für Bautechnikgeschichte am 8. November 2013 am Lehrstuhl für Tragkonstruktionen, RWTH Aachen, Bautechnik, Band 91, April 2014, S. 292–297.
- Brücken: Form, Konstruktion, Kritik. Bautechnik, Band 89, Februar 2012, S. 128–136.
- Aus der Frühzeit des Betonbaus. Bautechnik, Band 89, Juli 2012, S. 484–491.
- Bücher sind Brücken: Ein Streifzug durch 300 Jahre Bauingenieurliteratur. Ernst & Sohn, 2017.

Er veröffentlichte auch 1998 privat eine Sammlung seiner Kolumnen (In den Tag geschrieben) und später Erinnerungen (Blicke zurück).